# Mara Gundulić Gučetić
Mara Gundulić Gučetić (italijanski: Maria Gondola Gozze; Dubrovnik, 16. stoljeće) bila je dubrovačka književnica, filozofkinja i prva feministkinja u Dubrovačkoj Republici.

## Biografija
Bila je najbolja prijateljica najpoznatije Dubrovčanke tog doba, Cvijeti Zuzorić. Bila je supruga filozofa i polihistora Nikole Vitova Gučetića. 
Ona je bila sagovornica Cvijete Zuzorić u dijalozima Nikole Vitova Gučetića Dialogo della belezza (Dijalog o ljepoti) koji je posvećen Cvijetinoj sestri Nike te Dialogo dʼamore (Dijalog o ljubavi). U predgovoru Gučetićeva djela Discorsi sopra le Metheore d' Aristotile (Venecija, 1584.). Ona je branila svoju prijateljicu Cvijetu od kleveta. Ovaj tekst predstavlja prvi ženski glas u odbrani prava žena na tom području odniosno na istočnoj obali Jadrana.  Sa Nadom Bunić, Julijom Bunić i Cvijetom Zuzorić bila je članica društva Dei concordi.